# 穆罕默德·阿克拉姆
穆罕默德·阿克拉姆·夏希少校（“夏希”为“烈士”之意。1938年4月4日—1971年12月5日）曾是巴基斯坦军队中的一名军官，在第三次印巴戰爭中陣亡，被追授巴基斯坦軍隊的最高榮譽尼山·海德爾勳章。

## 早年生活
1938年4月4日，穆罕默德·阿克拉姆出生在英屬印度旁遮普省古傑拉特縣的一个小城市丁加， 他来自一个小村庄納卡卡蘭，属于旁遮普人中的穆斯林貴族。 他的父亲马烈·S·穆罕默德是印度皇家陸軍的一名士兵，后来在巴基斯坦陆军中士岗位上退役。
阿克拉姆从纳卡卡兰中学毕业后进入杰卢姆军事学院，在这个预备役军官训练团学习。
- 穆罕默德·阿克拉姆少校紀念碑

1953年，由于父亲的部署，他从军事学院退学，不得不参加高中同等学历考试，在那里他参加了地理和中等教育的考试。
1956年，他加入巴基斯坦陸軍，在印度边境附近的旁遮普省第八团服役。
1959年，阿克拉姆进入巴基斯坦军事学院学习，一个学期后作为下士被部署到东巴基斯坦。 1961年，他在杰卢姆的陆军军官学校服役多年，并在1963年至1965年担任东巴基斯坦步兵团的军事顾问。
1965年，阿克拉姆上尉在西巴基斯坦的不同地区驻扎，之后作为边防部队的军需官被部署到东巴基斯坦直到1968年。
1968-70年，被授予少校軍銜的阿克拉姆在边防部队团派驻的第4营服役，最终到1971年成为這個營的的副司令。

## 陣亡
1971年，阿克拉姆少校担任了前线兵团第4营营长，参加了第三次印巴戰爭， 在希利市的前沿地区抵抗印度军队的进攻。 尽管敌人在人数和火力上都有优势，阿克拉姆和他的部下还是多次击退了印军的进攻，给敌人造成了重大伤亡， 但是他在这次战斗中阵亡，死后被授予巴基斯坦最高军事荣誉尼山·海德爾勋章。
阿克拉姆少校死后葬在迪纳杰布尔区的Boaldar村，在杰卢姆市的中心有一座阿克拉姆烈士纪念碑。